# اگر سقوط کنم تو هم با من پایین می‌روی
«اگر سقوط کنم تو هم با من پایین می‌روی» (به انگلیسی: If I Fall You're Going Down with Me) تک‌آهنگی از دیکسی چیکس است که در سال ۲۰۰۱ میلادی منتشر شد.
این تک‌آهنگ در چارت‌های جزو ده ترانه اول قرار گرفت.